# Deon Lotz
Deon Lotz (20 de julio de 1964) es un actor sudafricano de cine, televisión y teatro conocido principalmente por su participación en las películas Mandela: Un largo camino hacia la libertad y Skoonheid.

## Biografía
En 2011 interpretó el papel protagónico en el filme Skoonheid, dirigido por Oliver Hermanus y elegido para representar a Sudáfrica en la categoría de mejor película extranjera en los Premios de la Academia de 2011. La cinta ganó el Premio Queer Palm en el Festival de Cine de Cannes de 2011 y fue la primera película en lengua afrikáans que se proyectó en dicho evento. Lotz recibió el premio al mejor actor en el Festival de Cine de Zurich de 2011 por su desempeño en la película. En 2012 fue galardonado en la misma categoría en los South African Film and Television Awards.
En 2013 participó en el largometraje Mandela: Un largo camino hacia la libertad en el papel de Kobie Coetzee. Ese mismo año ganó el premio al mejor actor de reparto en el Festival kykNET Silwerskeemfees por su papel en la película Faan se Trein. Otras películas notables en las que Lotz ha aparecido son Musiek vir die Agtergrond (2013), Winnie Mandela (2013) y Proteus (2003).

## Filmografía

### Cine
| Año  | Título                           | Personaje            | Observaciones |
| ---- | -------------------------------- | -------------------- | ------------- |
| 2003 | Consequence                      | Policía              |               |
| 2003 | Proteus                          | Gobernador           |               |
| 2004 | Blast                            | Agente de la CIA     |               |
| 2007 | Anner House                      | Werner               | Telefilme     |
| 2007 | The World Unseen                 | Granjero             |               |
| 2008 | Hansie: A True Story             | Rory Steyn           |               |
| 2010 | 'Master Harold' ... And the Boys | Policía              |               |
| 2011 | Skoonheid                        | François van Heerden |               |
| 2011 | Roepman                          | Abram Rademan        |               |
| 2011 | Winnie Mandela                   | F.W. de Klerk        |               |
| 2012 | Sleeper's Wake                   | Roelf Venter         |               |
| 2013 | Verraaiers                       | Koos de la Rey       |               |
| 2013 | Mandela: Long Walk to Freedom    | Kobie Coetzee        |               |
| 2013 | Four Corners                     | Adams                |               |
| 2013 | Musiek vir die Agtergrond        | Louis                |               |
| 2013 | Cold Harbour                     | Venske               |               |
| 2014 | Faan se trein                    | Dr. André Dippenaar  |               |
| 2014 | Kite                             | Detective Prinsloo   |               |
| 2015 | De(Con)Struction of Love         |                      | Cortometraje  |
| 2015 | Recovery                         | Counsellor           | Cortometraje  |
| 2015 | French Toast                     | Izak le Roux         |               |
| 2015 | The Man with the Heavy Leg       | Doctor               | Cortometraje  |
| 2015 | Destination                      |                      | Cortometraje  |
| 2015 | 'n Paw-Paw Vir My Darling        | Vleis Beeslaar       |               |
| 2015 | 'n Man Soos My Pa                | Kolonel Nieuwoudt    |               |
| 2016 | Shepherds and Butchers           | Rautenbach           |               |
| 2016 | Modder en Bloed                  | Maartens             |               |
| 2016 | Free State                       | Gideon Nolte         |               |
| 2016 | Dis Koue Kos, Skat               | Bernard              |               |
| 2016 | Starry Night                     | Manager              | Cortometraje  |
| 2016 | Bypass                           | Dr. Wright           |               |
| 2017 | The Blue Mauritius               | Müller               |               |
| 2017 | Hoener met die Rooi Skoene       | Du Toit de Waal      |               |
| 2017 | The Number                       |                      |               |
| 2019 | Die Seemeeu                      | Elias                |               |

### Televisión
| Año  | Título               | Personaje          | Observaciones |
| ---- | -------------------- | ------------------ | ------------- |
| 2005 | Charlie Jade         |                    | 1 episodio    |
| 2012 | Leonardo             | Juez               | 1 episodio    |
| 2013 | Flight of the Storks | Otto Kiefer        | 1 episodio    |
| 2014 | When We Were Black   | Kobus Landman      | 6 episodios   |
| 2015 | The Book of Negroes  |                    | 1 episodio    |
| 2015 | Wallander            | Julian van Heerden | 1 episodio    |
| 2016 | Cape Town            | Philip Pagel       | 4 episodios   |
| 2016 | Tutankhamun          | Coronel            | 1 episodio    |
| 2017 | Dating Game Killer   | Director Lee       | Telefilme     |